# Roches (Creuse)
Roches ist eine Gemeinde in Frankreich. Sie gehört zur Region Nouvelle-Aquitaine, zum Département Creuse, zum Arrondissement Guéret und zum Kanton Bonnat. Sie grenzt im Norden an Genouillac, im Nordosten an Châtelus-le-Marcheix, im Osten an Ladapeyre, im Süden an Ajain, im Südwesten an Glénic und im Westen an Jouillat und Bonnat.

## Bevölkerung
| Jahr      | 1962 | 1968 | 1975 | 1982 | 1990 | 1999 | 2008 | 2012 |
| --------- | ---- | ---- | ---- | ---- | ---- | ---- | ---- | ---- |
| Einwohner | 612  | 535  | 484  | 463  | 420  | 389  | 397  | 372  |

## Sehenswürdigkeiten
- Kirche Saint-Pierre, ein Monument historique
- galloromanischer Cippus, ebenfalls ein Monument historique